# Luigi Guido Grandi
Luigi Guido Grandi, italijanski rimskokatoliški duhovnik, filozof, matematik in inženir, * 1. oktober 1671, Cremona, Italija, † 4. julij 1742, Pisa, Italija.
Grandi se je izšolal pri jezuitih in je postal član reda kamaldulov. Od leta 1700 je bil profesor filozofije v kamaldulskem samostanu v Firencah, leta 1714 pa profesor matematike.
V matematiki je najbolj znan po raziskovanju vrtnice, ravninske krivulje z obliko, ki spominja na cvetlico, ter po neskončni vrsti oblike: 1 − 1 + 1 − 1 + … Vrtnico je imenoval rodoneja. Leta 1703 je raziskoval krivuljo Agnesin koder.
Prispeval je k delu Zapisek o Galilejevi razpravi o naravnem gibanju v prvi firenški izdaji Galilejevih del in v Italiji pomagal razširjati Leibnizeve zamisli o infinitezimalnem računu. Po Vivianijevi smrti je dokončal in izdal njegovo delo o resistenci trdih teles.
Deloval je tudi kot inženir in je bil nadzornik voda v Toskani. Ukvarjal se je z izsuševanjem Doline Chiana. Leta 1709 je obiskal Anglijo, kjer so ga izbrali za člana Kraljeve družbe iz Londona.